# Celles qui aimaient Richard Wagner
Pour plus de détails, voir Fiche technique et Distribution.
Celles qui aimaient Richard Wagner est un film français réalisé par Jean-Louis Guillermou, sorti en 2011.

## Synopsis
L'intrigue joue sur deux périodes spatiotemporelles : en 2011 à Paris, et dans les années 1842-1883 dans différents pays d'Europe parcourus par le compositeur Richard Wagner : Allemagne, Suisse, Italie. Une jeune femme, Judith, éprouve un amour exacerbé pour Wagner et va être la clé d'entrée dans l’univers wagnérien. Grâce à Judith, des personnages identiques se retrouvent dans les deux périodes.

## Fiche technique
- Réalisation : Jean-Louis Guillermou
- Scénariste : Jean-Louis Guillermou et Anne-Christine Caro
- Photographie : Michel Cinque
- Son : Eric Elkoubi et Arnaud Clerici
- Décors : Xavier Van Loren
- Costumes : Virginie Teurbane
- Montage : Elisabeth Couque et Lisa Pfeiffer
- Durée :
- Pays :  France
- Date de sortie  France : 9 novembre 2011

## Distribution
- Jean-François Balmer : Richard Wagner
- Stéphane Bern : Louis II de Bavière
- Roberto Alagna : Joseph Tichatschek
- Anne-Christine Caro : Judith Gauthier
- Michèle Mercier : Brigitte
- Elisabeth Duda : Cosima Von Bullöw
- Erick Deshors : Pfistermeister
- Christian Vadim : Hans Von Bullöw
- Robin Renucci : Franz Liszt
- Eleonore Hendricks : Mina Planer
- Arielle Dombasle : Lili
- Simon Eine : Levi
- Nathalie Manfrino : Mme Stinberg
- Julie Roblet : Mathilde Wesondonck
- Saskatchewan Giorgini : Judith enfant
- Xavier Laffite : Laurent
- Christine Aurel : la comtesse
- Paul Von Taxis : Henri Donnet
- Fabien Baïardi : Jean-Claude